# Коргене
Ко́ргене (латыш. Korģene) — населённый пункт в Лимбажском крае Латвии. Входит в состав Салацгривской волости. Находится на реке Коргите у региональной автодороги P12 (Лимбажи — Салацгрива). Расстояние до города Салацгрива составляет около 13 км.
По данным на 2017 год, в населённом пункте проживало 203 человека. Есть начальная школа, детский сад, библиотека, фельдшерский пункт, многофункциональный центр «Коргене», магазин.

## История
В советское время населённый пункт входил в состав Салацского сельсовета Лимбажского района. В селе располагалась центральная усадьба совхоза «Дзиркстеле».